# Danny Kerry
Danny Kerry né le 2 décembre 1970 à King's Lynn, est un entraîneur de hockey sur gazon anglais et britannique. Il fut sélectionneur des équipes nationales masculines anglaise et britannique entre septembre 2018 et janvier 2022. Il était avant entraîneur des équipes nationales féminines anglaise et britannique de 2005 à 2012 et de 2014 à 2018.

## Carrière

### Coupe du monde

#### Féminine
- Top 8 : 2018

#### Masculine
- Top 8 : 2018

### Championnat d'Europe

#### Masculin
- Top 8 : 2019, 2021

### Jeux olympiques

#### Féminin
- : 2016
- : 2012
- Top 8 : 2008

#### Masculin
- Top 8 : 2020